# 燕帖木儿 (参知政事)
燕帖木儿（?—?），元朝大臣，元文宗时中书参知政事。
至顺二年（1331年）担任中书省参知政事，后来出任江西行省右丞。至元三年（1337年），奉命率军镇压漳州（今福建省漳州市）、漳州（今广东省潮州市）等地的反元起义。至正元年（1341年），元顺帝任命他以行省平章政事提调屯田事。